# Mademoiselle Paradis
Pour plus de détails, voir Fiche technique et Distribution.
Mademoiselle Paradis est un drame historique austro-allemand réalisé par Barbara Albert sorti en 2017, basé sur une histoire vraie.

## Synopsis
Le film est basé sur l'histoire de Maria Theresia Paradis, surnommée Resi, une pianiste, chanteuse et compositrice autrichienne aveugle, contemporaine de Mozart.

## Fiche technique
- Titre : Mademoiselle Paradis
- Titre original : Licht
- Réalisation : Barbara Albert
- Scénario : Barbara Albert et Kathrin Resetarits, d'après l'œuvre de Alissa Wasler
- Photographie : Christine A. Maier
- Montage : Niki Mossbock
- Costumes : Veronika Albert
- Décors :
- Musique : Lorenz Dangel
- Producteur : Michael Kitzberger, Wolfgang Widerhofer, Nikolaus Geyrhalter, Markus Glaser, Martina Haubrich et Gunnar Dedio
- Production : Nikolaus Geyrhalter Filmproduktion, LOOKSfilm, ZDF et Arte
- Distribution : ASC Distribution
- Pays d’origine :  Allemagne et  Autriche
- Genre : Drame historique
- Durée : 97 minutes
- Dates de sortie :
  -  Canada : 8 septembre 2017 (Toronto)
  -  Allemagne : 
    - 9 octobre 2017 (Hambourg)
    - 1er février 2018 (en salles)

  -  Autriche : 21 octobre 2017 (Vienne)
  -  France : 4 avril 2018

## Distribution
- Maria-Victoria Dragus : Maria Theresia von Paradis
- Devid Striesow : Franz-Anton Mesmer
- Katja Kolm : Maria Rosalia Paradis
- Lukas Miko : Joseph Anton Paradis
- Maresi Riegner : Agnes
- Susanne Wuest : Jungfer Ossine
- Christoph Luser : Graf Pellegrini
- Johanna Orsini-Rosenberg : Maria Anna von Posch
- Margarete Tiesel : une marquise
- Stefanie Reinsperger : Johanna, la cuisinière